# نيل بيرني
نيل بيرني (بالإنجليزية: Neill Byrne)‏ (2 فبراير 1993 في جمهورية أيرلندا - ) هو لاعب كرة قدم أيرلندي في مركز الدفاع. شارك مع منتخب جمهورية أيرلندا تحت 20 سنة لكرة القدم. أما مع النوادي، فقد لعب مع ماكليسفيلد تاون ونادي ساوثبورت ونوتينغهام فورست وتيلفورد يونايتد ونادي بارو ونادي روتشديل.

## وصلات خارجية
- نيل بيرني على موقع الاتحاد الأوربي (الإنجليزية)
- نيل بيرني على موقع قاعدة بيانات كرة القدم.إي يو (الإنجليزية)
- نيل بيرني على موقع Soccerbase.com (لاعب) (الإنجليزية)
- نيل بيرني على موقع Soccerway.com (الإنجليزية)